# Cordão umbilical
O cordão umbilical é um anexo exclusivo dos mamíferos que permite a comunicação entre o feto e a placenta.
É um longo cordão constituído por 2 artérias e uma vénula além de um material gelatinoso (substância/geleia de Wharton). Além da garantia de nutrientes, é responsável pela troca gasosa que é feita da seguinte maneira: o sangue que chega pela veia cava inferior (sangue oxigenado que veio da placenta) cai no átrio direito e daí diretamente para o átrio esquerdo através do forame oval, ou seja, não passa pelo ventrículo direito. Este sangue vai para o ventrículo esquerdo, que o bombeia para os vasos da cabeça e membros superiores.
O sangue, pouco oxigenado, que retorna da cabeça e membros superiores, chega através da veia cava superior ao átrio direito e, pela válvula tricúspide, cai finalmente no ventrículo direito e depois segue em direção à artéria pulmonar. Porém, ao invés de se dirigir aos pulmões (que ainda não estão em funcionamento) este sangue deságua na aorta descendente, caindo, por fim, nas artérias umbilicais e seguindo para a placenta para ser oxigenado e recomeçar o ciclo.
Resumindo, ao contrário do normal, a veia umbilical transporta sangue rico em oxigênio proveniente da placenta e as artérias carregam sangue pobre em oxigênio. Assim, já que os pulmões do feto não estão em funcionamento, a placenta é que fica responsável em fazer o papel deles.
O cordão é formado a partir do saco amniótico (forma o epitélio do cordão), do alantoide (forma a veia e as artérias umbilicais) e da vesícula vitelínica. O feto fica dentro de uma bolsa cheia de líquido amniótico.
No endotélio e subendotélio da veia do cordão umbilical podem ser encontradas células-tronco mesenquimais. Essas células são multipotentes e, por um processo de diferenciação podem se transformar nas linhagens celulares osteogênicas, condrogênicas e adipogênicas.

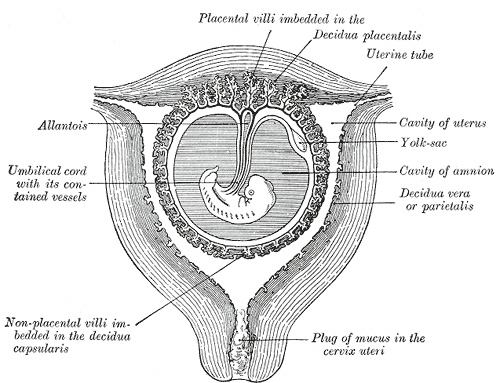
Planta seccional do útero grávido ao terceiro e quarto mês.
Feto no útero, entre o quinto e o sexto mês.
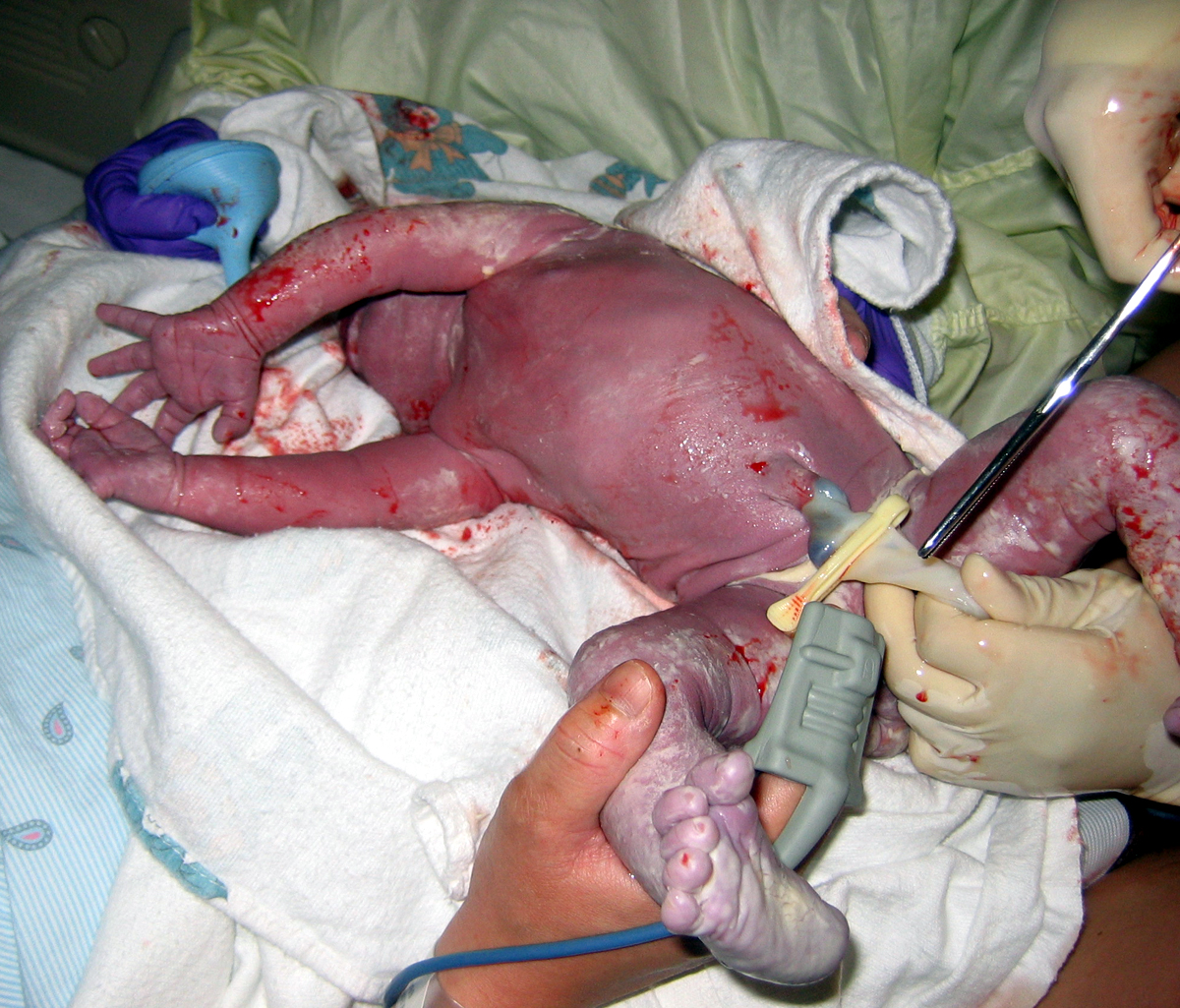
Umbilical. Dissecção profunda. Corte transversal em série..
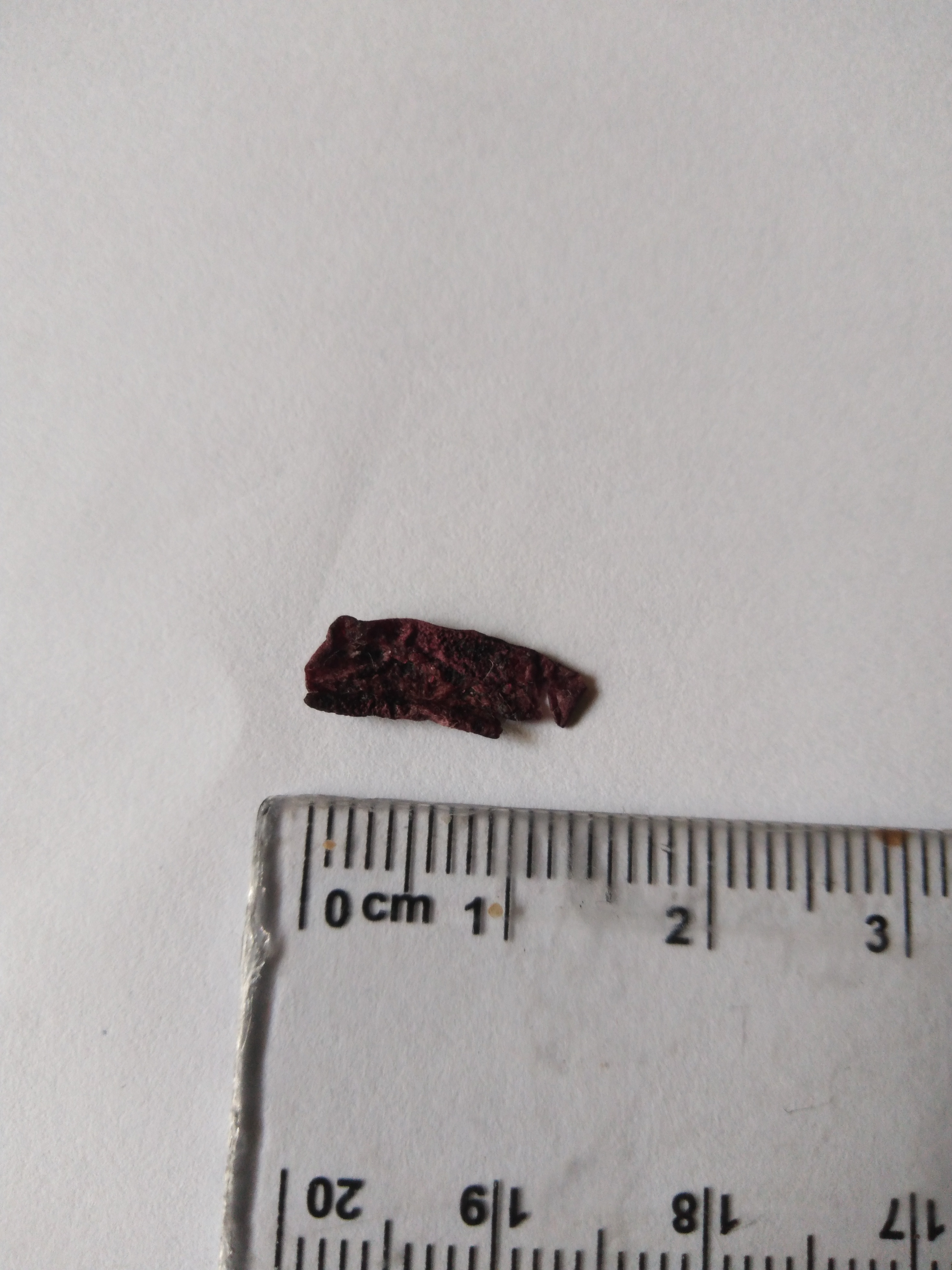
Coto de cordão umbilical seco.